# Молчание (фильм, 1971)
«Молчание» (в ином переводе — «Тишина») (яп. 沈黙, тинмоку; англ. Silence) — японский фильм-драма режиссёра Масахиро Синоды, поставленный в 1971 году. Экранизация одноимённого романа Сюсаку Эндо. Фильм удостоен четырёх премий «Майнити», в том числе за лучший фильм 1971 года.

## Сюжет
В 1549 году европейские миссионеры привезли в Японию христианство. К началу XVII века в стране было уже около 300 000 христиан, и сёгун Иэясу Токугава объявил следование христианству преступлением. Христианам предписывалось отказаться от новой веры и попрать ногами распятие. Этот обряд назывался Фуми-э (яп. 踏み絵, фуми «наступать» + э «изображение»)
Тех, кто не желал отречься от веры в Христа, убивали, подвергали пыткам, но несмотря на это многие отказывались совершить обряд фуми-э. 
Двое португальских священников-иезуитов Родриго и Гарпе прибывают в начале XVII века в Японию, чтобы найти пропавшего падре Феррейру и восстановить влияние христианской церкви в стране. Оказывается, падре Феррейра не выдержав пыток, отрёкся от веры и живёт уже под японским именем Савано, занимаясь астрономией. Феррейра призывает и священника Родриго последовать его примеру. Пройдя через невероятные моральные и физические муки, Родриго ради спасения жизни своей и японских христиан встаёт на путь отречения.

## В ролях
- Дэвид Лэмпсон — Себастиан Родриго
- Дон Кенни — Франсиско Гарпе
- Тэцуро Тамба — Феррейра
- Мако — Китидзиро
- Сима Ивасита — Кику
- Эйдзи Окада — Тикугоноками Иноуэ
- Ёсико Мита — женщина в Маруяма
- Рокко Тоура — переводчик
- Ёси Като — старик
- Тайдзи Тонояма — тюремный охранник
- Нобору Мацухаси — Мокити
- Ясунори Ирикава — Саэмон Окада

... Для Синоды как для представителя  поколения, пережившего в юности резкий слом идей, показанное в фильме столкновение ввезённой религии с теми верованиями, что столетиями складывались и стали частью мироощущения народа, был вопросом личным и в то же время мучительной общественной проблемой.
В фильме подспудно проступает сомнение режиссёра в том, что новые идеи способны органически утвердиться на японской почве.

## Премьеры
- — 3 ноября 1971 года состоялась национальная премьера фильма в Токио[2].
- — мировая премьера фильма в рамках конкурсного показа на Каннском кинофестивале в мае 1972 года[2].

...Конечно, смысл и значение фильма М. Синоды не исчерпываются обращением к событиям глубокой старины, не имеющим сейчас никакого отклика в японском обществе. Но его фильм тем не менее чутко отобразил смятение, царящее сейчас во многих слоях японского общества, показал столкновение «западного мировоззрения» с психологией японцев в пору проникновения в страну христианской религии и на этом фоне пытался выяснить, какова сущность моральных норм, которые навязываются человеку государством и религией.

## Награды и номинации
Каннский кинофестиваль 1972
- Номинация на Главный приз «Золотую пальмовую ветвь».

Кинопремия «Майнити» (1971)
- Премия за лучший фильм 1971 года.
- Премия за лучшую режиссёрскую работу — Масахиро Синода (совместно с режиссёром Ёдзи Ямада, награждённым за три его фильма из серии «Мужчине живётся трудно», фильмы 6-й, 7-й и 8-й).
- Премия за лучший саундтрэк — Тору Такэмицу (в том числе за его музыку к фильмам «Церемония» Нагисы Осимы и «Таверна зла» Масаки Кобаяси).
- Премия за лучшую работу звукорежиссёра — Хидэо Нисидзаки.

Премия журнала «Кинэма Дзюмпо» (1972)
- Номинация на премию за лучший фильм 1971 года, однако по результатам голосования занял 2-е место.